# 문척면
문척면(文尺面)은 대한민국 전라남도 구례군에 위치한 면이다.

## 개요
문척면은 구례군의 남방인 오산 밑에 위치하며 동쪽은 간전면과 연결하면서 섬진강을 경계로 토지면과 접하고 있고 서남쪽은 승주군 황전면과 접경을 이루고 있으며 북쪽은 마산면과 북서쪽은 문척면과 섬진강을 사이에 두고 접하고 있다.
문척면은 1,500여명이 거주하고 있는 구례군에서 가장 작은 면이다. 특산물로는 황토밭 포도, 던데들 수박과 무배추, 삼신산 고사리 등 천혜의 자연환경에서 재배한 친환경 농산물이 많이 생산되고 있다. 대표적인 관광 명소로는 오산 사성암과, 우리나라 아름다운 길 100선에 선정된 섬진강 벚꽃길이 있다. 구례군의 관문이라 할 수 있는산업로가 지나지만 나가는 IC나 교차로가 없다. 문척교차로는 정작 구례읍에 있지만 다리만 건너면 문척 입구이기 때문에 나쁘진 않다.

## 행정 구역
| 법정리 | 한자명 | 행정리                 | 자연마을                                 | 비고 |
| ------ | ------ | ---------------------- | ---------------------------------------- | ---- |
| 금정리 | 金亭里 | 금평, 토금, 화정       | 금평, 토금, 화정                         |      |
| 월전리 | 月田里 | 구성, 안지, 전천, 월평 | 구성(구성, 봉전), 안지, 전천, 월평       |      |
| 죽마리 | 竹麻里 | 동해, 죽연             | 동해(동해, 마고), 죽연(죽연, 서당, 각금) |      |
| 중산리 | 中山里 | 중산                   | 중산(중기, 성자, 산치)                   |      |

## 교육
- 문척초등학교